# Oswaldia strigosa
Oswaldia strigosa là một loài ruồi trong họ Tachinidae.